# Hatch (Utah)
Hatch es una localidad del condado de Garfield, estado de Utah, Estados Unidos. Según el censo de 2000 la población era de 127 habitantes.

## Geografía
Hatch se encuentra en las coordenadas 37°39′3″N 112°26′8″O / 37.65083, -112.43556.
Según la oficina del censo de Estados Unidos, la localidad tiene una superficie total de 0,7 km². No tiene superficie cubierta de agua.
- Datos: Q483459
- Multimedia: Hatch, Utah / Q483459